# Muž, který přeoral moře
Muž, který přeoral moře nebo Muž, který oral moře (anglicky „The Man Who Ploughed the Sea“) je sci-fi povídka britského spisovatele Arthura C. Clarka.
V angličtině vyšla mj. ve sbírce Tales from the White Hart.
Tématem povídky je možnost získávání chemických prvků z oceánu. K tomu má sloužit zařízení obsahující speciální mikrosíto umístěné na kýlu lodi, která během plavby „prosívá“ moře a shromažďuje vzácné prvky, zejména uran. Příběh vypráví vědec Harry Purvis – Clarkova fiktivní literární postava.
V povídce je zmíněn vrak španělské galeony Santa Margarita, která se potopila u břehů Floridy v roce 1622.

## Historie povídky
Arthur C. Clarke napsal povídku Muž, který přeoral moře zároveň s povídkou Příští nájemníci v roce 1954 v Miami, kdy byl uchvácen světem korálových útesů. Téhož roku odcestoval k největšímu korálovému útesu na Zemi – Velkému bariérovému útesu u pobřeží Austrálie.
Autor povídku věnuje svým přátelům z Floridy, zejména rodině svého hostitele dr. George Grisingera, jenž ho učil potápět.

## Postavy
- Harry Purvis – vypravěč
- George – Harryho přítel, právník
- dr. Gilbert Romano – vědec a předseda správní rady velkého chemického závodu
- Scott McKenzie – profesor na katedře geofyziky texaské univerzity
- Sylvie – Scottova milenka

## Příběh
Harry Purvis vzpomíná historku, kdy jej jeho přítel, bostonský advokát George pozve do svého sídla na Floridě, aby se mu pochlubil se svou podomácky zkonstruovanou miniponorkou Pompano. Může se ponořit jen do 7 metrů, přívod vzduchu je řešen pomocí šnorchlů, ale ve zdejších mělkých vodách není potřeba větší ponor. Harry již zjistil, že většina Američanů se věnuje svým koníčkům se stejnou vervou jako své profesi.
Harry obdivuje podmořskou faunu, úchvatný barevný svět a George jej informuje o okolních potopených vracích. Harry odhalí ve svém příteli skrytého romantika a chápe, že tohle je skvělý způsob relaxace od advokátní praxe.
Nad hlavou jim prolétne tmavý stín, to je míjí nějaké hladinové plavidlo. Oba ve stejnou chvíli zaujme neobvyklý pohon lodě, místo šroubu má dluhou trubku po celé délce kýlu. Rozhodnou se plavidlo následovat a zjistit více o zvláštním pohonu. Loď si jich všimne, zastaví a pomocí lasa zachytí jejich šnorchl. George je nucen se s ponorkou vynořit na hladinu a pokusit se situaci vysvětlit.
Na lodi jménem Valence se plaví dr. Gilbert Romano, význačný vědec, schopný obchodník a předseda správní rady velkého chemického závodu. Nebrání se rozhovoru a když se řeč stočí na podivnou trubici na kýlu, vysvětlí, že se jedná o mechanismus schopný extrakce chemických prvků z oceánu. George ihned napadne zlato, ale nad jeho poznámkou si dr. Romano jen odfrkne a objasní, že zachytává především uran.
K lodi se přibližuje velká jachta Vodní tříšť. Na její palubě je Scott McKenzie, přítel dr. Romana a profesor fyziky jisté texaské univerzity, jenž podniká v oboru seismografů a podobných přístrojů. Dr. Romano Scottovi oklikou sdělí informaci o své nové technologii a Scott projeví zájem. Doktor Romano mu nabídne obchod, svou jachtu s technickou novinkou za Scottovu velkou jachtu. Nezbývá mu už mnoho času do konce života a rád by, aby někdo schopný dotáhl projekt do konce. Je třeba do něj ještě investovat a výsledek se dostaví i s úroky. Má jen jednu podmínku, rád by, aby vynález byl pojmenován po něm.
Poté, co se Harry s Georgem stanou svědky neobvyklého obchodu, rozloučí se a vracejí se ponorkou k pobřeží.
| „                                            | Kdybyste vzali sklenici vody, nalili ji do oceánu, dobře zamíchali a pak naplnili tu sklenici z moře, bude v ní pořád pár molekul z toho původního vzorku. Takže je jen otázkou času, kdy nejen doktor Romano, ale my všichni přispějeme do síta. | “ |
| — Arthur C. Clarke - Muž, který přeoral moře | |   |